# Colonies de Nahal

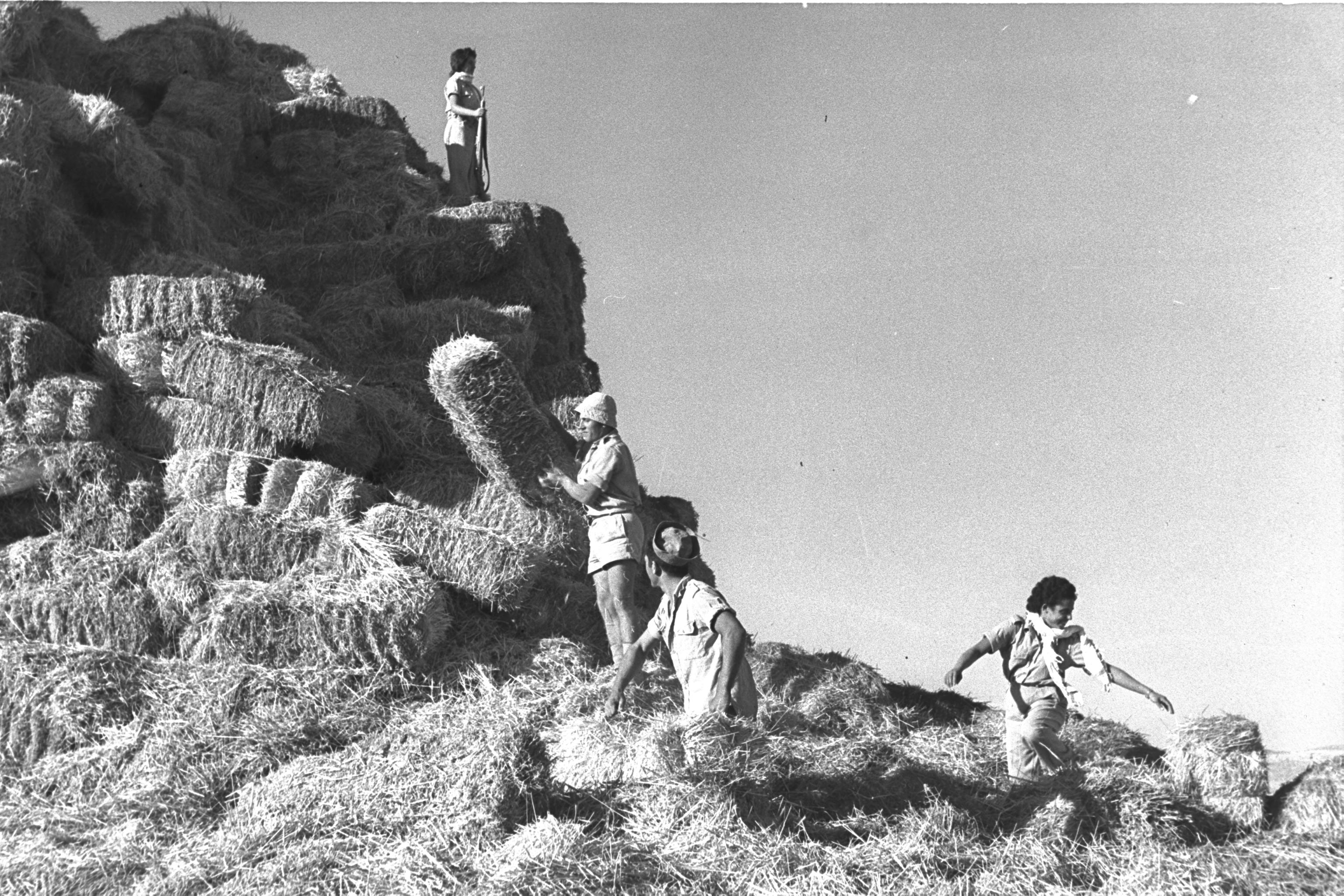
Membre du Nahal assurant la surveillance pendant la construction d'un avant-poste (1956).

Les colonies de Nahal (en hébreu : היאחזות נח"ל[pas clair]) sont des établissements israéliens, à la fois militaires et agricoles, établis par des soldats appartenant à l'organisation Nahal, en Israël (de 1951 à 1967) ou dans des territoires occupés (après 1967) afin de constituer une première ligne de défense contre les invasions potentielles. Créée en 1948 par David Ben Gourion, l'organisation Nahal établit sa première colonie en 1951, près de la bande de Gaza. À l'heure actuelle, il n'existe plus de colonies de Nahal depuis 2001, mais elles ont parfois été remplacées par de établissements civils (kibboutz, etc.).
Cette méthode de colonisation était particulièrement efficace dans les régions moins convoitées, principalement dans le Néguev, en Galilée, l'Arabah et, après la guerre des Six Jours en Cisjordanie, dans la bande de Gaza, sur les hauteurs du Golan et dans la péninsule du Sinaï.

## Histoire

### Débuts (1948-1967)
L'organisation Nahal (NHL, Nosr Halutzi Lohem, « Jeunesse pionnière combattante ») est créée en 1948, année de la proclamation d'indépendance d'Israël (14 mai), par David Ben Gourion, à la demande de jeunes gens qui veulent effectuer leur service militaire dans le cadre de groupes préexistants. Mais ce n'est qu'après la première guerre israélo-arabe (mai 1948-mars 1949) que l'organisation Nahal devient opérationnelle.
La première colonie de Nahal est créée en 1951 : Nahal Oz, située dans le nord-ouest du désert du Néguev, près de la frontière avec la bande de Gaza, alors occupée par l'armée égyptienne.

### Après la guerre des Six Jours (juin 1967)
Des colonies de Nahal sont établies dans les territoires occupés à la suite de la victoire écrasante de 1967 (5-10 juin) : en Cisjordanie et dans la bande de Gaza (territoires de l'ancienne Palestine mandataire), dans le Golan (territoire syrien, annexé en 1981) et dans la péninsule du Sinaï (territoire égyptien, restitué en 1979).

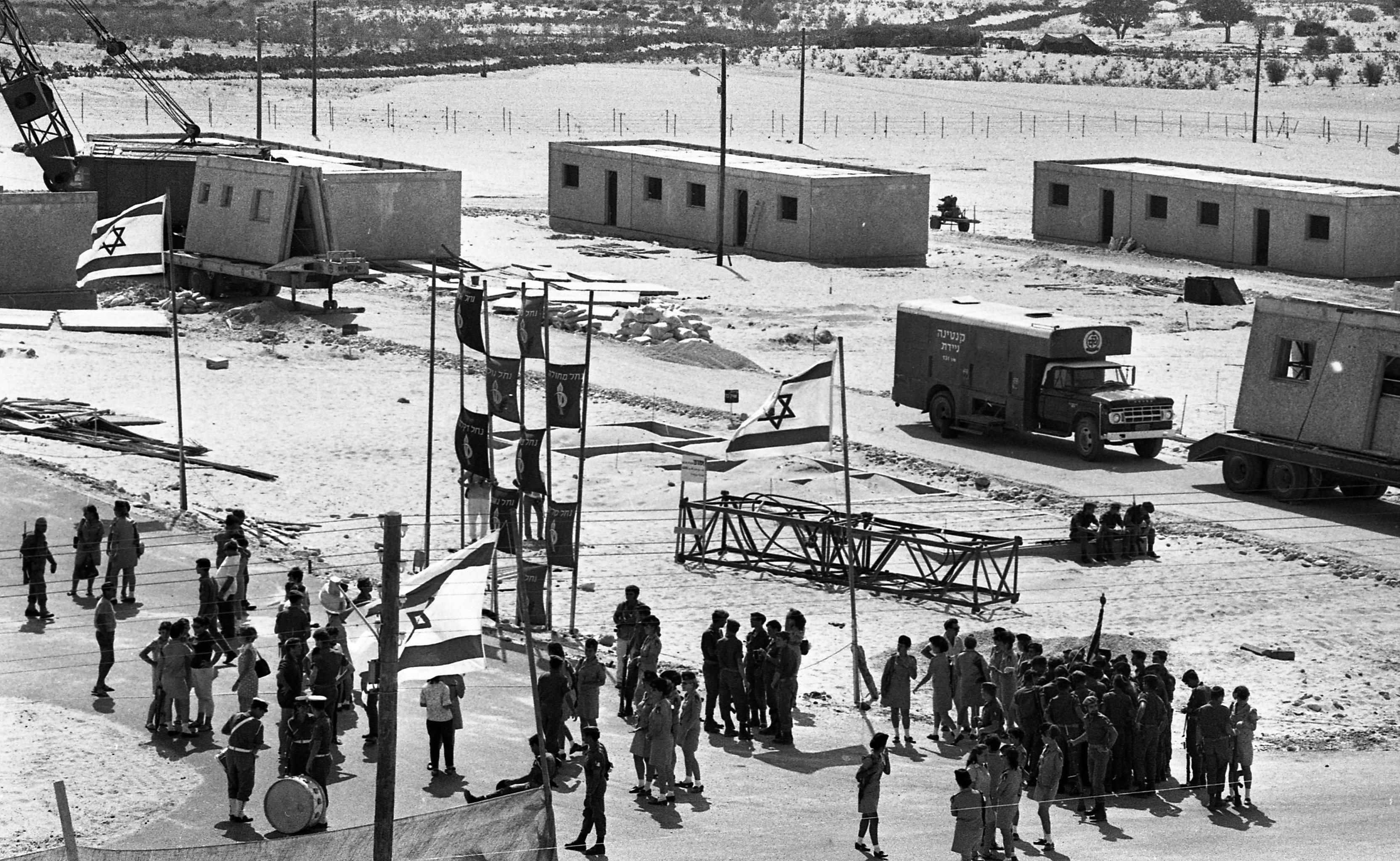
Construction par le Nahal de la colonie militaire de Dikla (en), au nord du Sinaï égyptien sous occupation israélienne, le 13 juillet 1969.
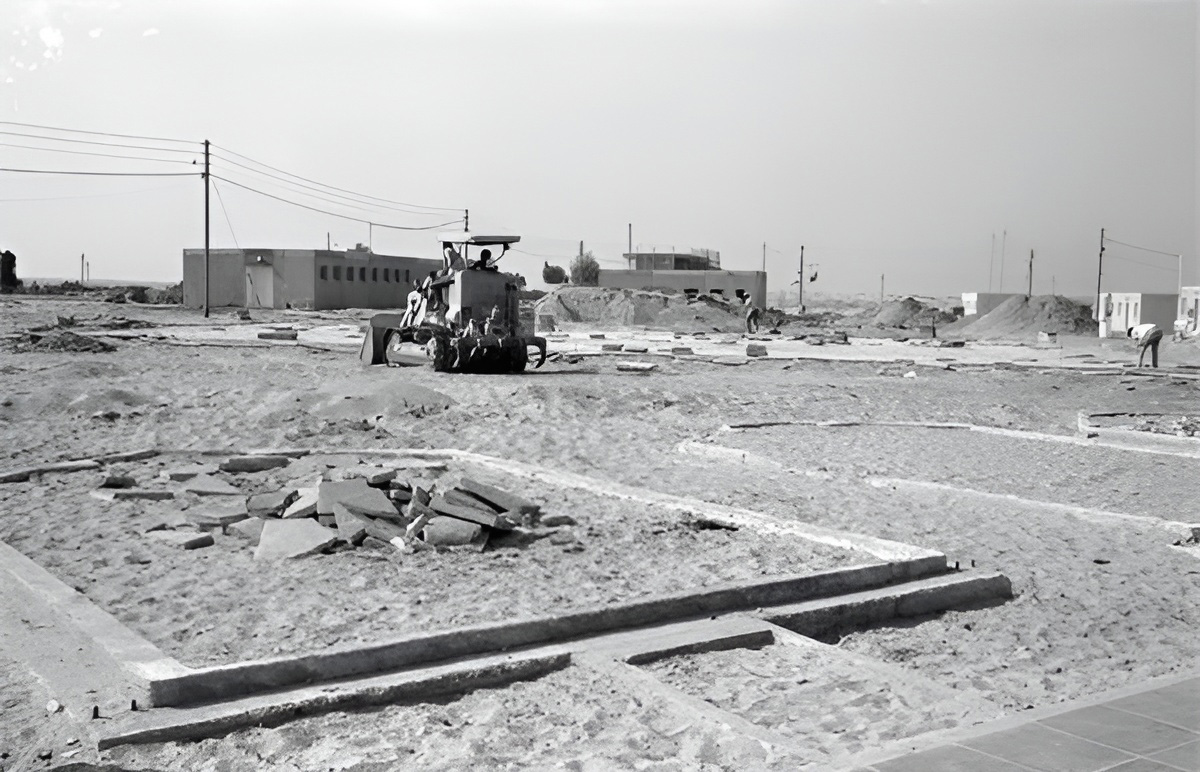
Construction par le Nahal de la colonie israélienne de Netzarim, dans la bande de Gaza, novembre 1972.

### La fin des colonies de Nahal
La dernière colonie de Nahal est fermée en 2001.
Un certain nombre des anciennes colonies de Nahal sont aujourd'hui totalement civiles. De nombreux kibboutz actuels sont issus de colonies de Nahal. 